# Наш лемко (часопис)

Перший номер часопису «Наш лемко»

Наш Лемко — український лемківський часопис, який виходив у міжвоєнний період у Львові.
Видавався з 1 січня 1934 до 1 вересня 1939 року. Виходила двічі на місяць — кожного 1-го та 15-го числа місяця. Всього у світ вийшло 137 номерів.

## Редактор
Перший редактор «Нашого лемка» Петро Смереканич, згодом — Юліян Тарнович. Видавець і відповідальний редактор Іван Тиктор. Друк З. Медицький — Тиктор. Починаючи з 15 квітня 1936 ч. 9 (57) видавець і відповідальний за друк Михайло Таранько, а друкарня — вид. спілки «Діло» на пл. Ринок, 10. Починаючи з 1 січня 1938 ч. 1 (97) відповідальний редактор Олександр Костик, видавець — Мр. Б. Бородайко, друк — пл. Ринок, 10, начальний редактор — Юліан Тарнович. «Часопис „Наш лемко“ видавав і підписував як відповідальний редактор громадянин Михайло Таранько. З причин перешкод особистого характеру Вп. М. Таранько не підписує вже цього числа. Його місце заступить Вп. Олександер Костик як відповідальний редактор і Вп. М-р Б. Бородайко як видавець…». Починаючи з 1 серпня 1938 ч. 15 (111) відповідальний редактор Олександр Костик, а видавець і головний редактор — Юліан Тарнович, друк — пл. Ринок, 10.

## Адреса
Адреса редакції: Львів, вул. Руська, 18 (фото будівлі); друкарня — Львів, вул. Бляхарська,9. Будинок споруджено за проектом архітектора Тадеуша Масловського в 1912 році. Свого часу там знаходились видавнича спілка «Червона калина» (1921–1939), кооператив «Українське Народне Мистецтво», редакції газет «Літературно-науковий вісник» (1898–1932), «Новий час» (1923–1939), «Нова хата», «Неділя». Сьогодні там знаходиться магазин «Юний технік».

## Зміст
Період: 1 січня 1934 — 1 вересня 1939.
Виходив двічі на місяць — кожного 1-го і 15-го числа місяця.
У першій статті редакції газети під назвою «До наших читачів» читаємо:
|  | «З нинішнім числом зачинає «Народня Слава» видавати «Нашого Лемка». Радіймо з того дуже, бо маємо свою газету. Вона є дійсно наша власна. Промовляє до нас навіть нашим говором. Виходити буде «Наш Лемко» два рази в місяць [:кожного 1-го і 15-го:], а будемо в тій газеті писати письменницькою мовою і нашим лемківським говором. Письменницькою мовою тому, щоби дати читачам взірець поправної мови, такої, якою говорять коло Києва, якою писали наші поети, як: Тарас Шевченко, Іван Франко і нині пишуть всі письменники, та яку ми всі повинні знати. Читаючи статті написані письменницькою мовою, Лемки пізнають і пересвідчаться, що лемківський говір є і духом і складнею (порядком і укладом слів) рідною дитиною загальної нашої рідної письменницької мови, а не якоїсь іншої, чужої. А не-Лемки (бо і такі будуть читати нашу газету) пізнають один зі старих і рідних наших говорів, яким є лемківський говір. Виходить «Наш Лемко» в світ в тій надії, що зайде в кожне лемківське село, під кожду лемківську стріху, до читальні й до кооперативи, на забаву й на весілля, всюде, де лиш б’ється рідне слово. Врешті, що буде милою розрадою кождої лемківської родини на еміграції. Тому отворім «Нашому Лемкови» гостинно хату, як наймилішому гостеви та приймім його щиро в родину, хай разом з нами поділяє нашу долю й недолю. Най буде нашим сердечним опікуном, щирим оборонцем і розумним дорадником. Ставаймо в ряди передплатників «Нашого Лемка», щоби наша громада була, якнайбільша!» |

«Наш Лемко», 1934, № 1, с. 2

## Про што буде писати «Наш Лемко»
|  | «Наш Лемко» буде приносити найважнійши відомости зо світа и про життя і розквіт цілого нашого народу, а зокрема, про нас, Лемків. Буде показувати нашим людям, што гнески без науки і школи тяжко дати сой го світу раду і што ми для свого и нашого дітий добра, повинни тіж гуртуватися в наших читальнях и кооперативах. «Наш Лемко» буде давати господарски поради, як поліпшити нашу газдівку в горах, штоби легшее нам було житии. Ретельним передплатникам буде давати задармо ветеринарни, правниси и лікарськи поради, як наприклад: як вилічити груду коньови, як вистаратися о спадок по родині в Гамериці, або што робити, аби в грудях не пекло і инши. Буде друкувати цікави оповіданя з лемківського життя, описи красних лемківських звичаїв, новинки, пригоди і жарти. Буде писати про життя лемківської еміграції в Гамериці и інших краях. Буде радити, як визискати богацтва, што сут на нашій земли. Буде тіж друкувати дописи з лемківських сіл, алел ем таки, што г них ся никого поневинні не чернит и таки, штоби другим булла з них наука. «Наш Лемко» для точних передплатників тіжик придумат дуже цикавих і пожиточних несподіванок. Презто висилайте зараз передплату на «Нашого Лемка»! |

«Наш Лемко», 1934, № 1, с. 2

## Ціна
Ціна передплати: Річно — 3 злотих, Піврічно — 1,80 злотих, Чвертьрічно — 1 злотий; Закордоном — річно 1 американський долар або рівно вартість. «Наш Лемко», то найтуньша газета, так, што й найбіднішому на ню стати. Коштує річно лем 3 зол., піврічно 1.80 зол., а квартально (:на три місяці:) 1 зол." (1934,ч.1,ст.2). Один номер коштував 15 грош (копійок). Ціна на газету жодного разу не змінювалась за весь період виходу.

## Перший передплатник
«Першим передплатником „Нашого Лемка“ є добродій Полиняк Стефан родом з Котова, повіт Новий Сонч. У Львові живе вже 4 роки. Працює в гарбарні (Авт. — завод, де вичиняють шкіру) на Болоню. Дня 4 січня 1934. р. перед від'їздом у рідні сторони на час зими добр. Полиняк Стефан вступив до Адміністрації „Нашого Лемка“ й заплатив піврічну передплату. Через те став першим нашим передплатником. На нашу просьбу обіцяв нам прислати свою знимку, яку помістимо в нашій газеті. Першому нашому передплатнику з Новим Роком бажаємо всього найкращого!» (1934, ч.2, ст.4). Дивитись фото 1936, ч.4 (51), ст.5 (див. фото)